# Bulu (Bantusprache)
Bulu (auch Boulou) ist die in Kamerun gesprochene Bantusprache der Bulu-Volksgruppe. Sie wird von circa 858.000 Menschen (ca. 4,5 % der Bevölkerung) als Muttersprache und von circa 800.000 Menschen als Zweitsprache gesprochen (Zensus 2007).

## Verbreitung
Bulu ist in den Départements Dja-et-Lobo und Vallée-du-Ntem in der Region Sud, dem Département Nyong-et-Mfoumou in der Region Centre und dem Département Haut-Nyong in der Region Est verbreitet.

## Bedeutung
Bulu wird in der lateinischen Schrift geschrieben. 1914 veröffentlichte Gunther Tronje von Hagen, Oberleutnant der deutschen Schutztruppe in Kamerun, mit dem Lehrbuch der Bulu-Sprache im Berliner Verlag Radetzki das erste Nachschlagewerk zur Sprache.
Der Präsident Kameruns Paul Biya stammt aus dem Bulu-Volk. Die Bedeutung Bulus als Bildungs-, Religions- und Handelssprache geht zurück. 

## Klassifikation
Bulu ist eine Nordwest-Bantusprache und gehört zur Yaunde-Fang-Gruppe, die als Guthrie-Zone A70 klassifiziert wird. 
Sie besteht aus den Dialekten Yelinda, Yembana, Yengono, Zaman und Bene.

## Beispiel
Vaterunser:
| Bulu | Deutsch |
| --- | --- |
| A Tate wongan ô ne e yôb, jôé dôé e bo’o étyi. Ejôé jôé é za’ak, Nkômbane wôé ô boba’ane fe e si nyô aval ane yôb été. Va’a bia den bidi biangan ya môs ôse. Jamé’é bia memvôla mangan, aval ane bia fe bi jaméya bôt be bili bia memvôla. Te kee bia e meve’ele été, ve vaa bia e be mbia môt. Amu Ejôé a Ngu a Duma, bi ne émbiôé, nnôm éto. Amen. | Vater unser im Himmel, geheiligt werde dein Name. Dein Reich komme. Dein Wille geschehe, wie im Himmel so auf Erden. Unser tägliches Brot gib uns heute. Und vergib uns unsere Schuld, wie auch wir vergeben unseren Schuldigern. Und führe uns nicht in Versuchung, sondern erlöse uns von dem Bösen. Denn dein ist das Reich und die Kraft und die Herrlichkeit in Ewigkeit. Amen. |